# المبارزة الأخيرة
المبارزة الأخيرة (بالإنجليزية: The Last Duel )‏ هو فيلم إثارة دراما تاريخية من إخراج ريدلي سكوت،الفيلم من بطولة بن أفليك،مات ديمون،نيكول هولوفسنر،آدم درايفر وجودي كومر.
من المقرر عرض الفيلم في 15 أكتوبر 2021.

## روابط خارجية
- المبارزة الأخيرة على موقع IMDb (الإنجليزية)
- المبارزة الأخيرة على موقع ميتاكريتيك (الإنجليزية)
- المبارزة الأخيرة على موقع روتن توميتوز (الإنجليزية)
- المبارزة الأخيرة على موقع قاعدة بيانات الأفلام العربية
- المبارزة الأخيرة على موقع ألو سيني (الفرنسية)
- المبارزة الأخيرة على موقع أول موفي (الإنجليزية)
- المبارزة الأخيرة على موقع فيلمافينيتي (الإسبانية)
- المبارزة الأخيرة على موقع قاعدة بيانات الأفلام السويدية (السويدية)
- المبارزة الأخيرة على موقع قاعدة بيانات الفيلم (الإنجليزية)
- المبارزة الأخيرة على موقع ليتربوكسد (الإنجليزية)

لم يتم العثور على روابط لمواقع التواصل الاجتماعي.